# Pyrgoteles funebris
Pyrgoteles funebris är en insektsart som först beskrevs av Ronald Gordon Fennah 1957.  Pyrgoteles funebris ingår i släktet Pyrgoteles och familjen lyktstritar. Inga underarter finns listade i Catalogue of Life.